# Berberskink
Der Berberskink (Eumeces schneiderii, Syn.: Novoeumeces schneiderii), auch Schneiders Skink oder Tüpfelskink genannt, ist eine Echsenart, die von Nordwestafrika bis Nordwestindien verbreitet ist. Benannt wurde sie nach dem deutschen Naturforscher Johann Gottlob Theaenus Schneider.

## Verbreitung
Das Verbreitungsgebiet reicht von Algerien über Tunesien, Libyen und Ägypten bis nach Anatolien, Saudi-Arabien, Dagestan, Usbekistan, Tadschikistan und Nordwestindien. Auch auf Zypern kommt der Berberskink vor.

## Merkmale
Der Berberskink erreicht je nach Unterart eine Gesamtlänge von 32 bis 47 cm. Sein Körper ist walzenförmig, die Beine kurz und stämmig. Die Grundfarbe der Echsen ist bräunlich, die Seiten sind eher gelblich, der Bauch gelblich oder schmutzigweiß. Auf der Rückenseite und den Flanken der Echsen finden sich unregelmäßig oder in Reihen angeordnete orangerote Flecken oder gelbe, schwarz umrandete Schuppen. Die Ohröffnungen können beim Wühlen im Boden verschlossen werden.

## Lebensweise
Der Berberskink kommt in Halbwüsten und in trockenem Kulturland vor. Er ist tagaktiv und versteckt sich in der Nacht unter Steinen und Büschen. Als Nahrung dienen Insekten, Spinnen, Gehäuseschnecken und Pflanzenteile.
Während der Paarungszeit sind sie territorial und gegeneinander aggressiv. Weibchen werden vom Männchen verfolgt und ihre Paarungsbereitschaft durch Lecken in der Kloakengegend geprüft. Fünf bis sechs Wochen nach der Paarung legt das Weibchen drei bis zwanzig Eier an einer leicht feuchten Stelle ab. Die Jungskinke schlüpfen nach 8 bis 9 Wochen. Sie sind, abweichend von den ausgewachsenen Berberskinken, graubraun bis olivgrau gefärbt und besitzen 8 bis 10 Längsreihen von weißen Punkten. Der orangefarbene Streifen auf den Körperseiten fehlt.

## Unterarten
- Eumeces schneiderii aldrovandii (Duméril & Bibron 1839)
- Eumeces schneiderii barani Kumlutas, Arikan, Ilgaz & Kaska 2007; Anatolien
- Eumeces schneiderii pavimentatus (Saint-Hilaire 1827); Syrien, Libanon, Jordanien
- Eumeces schneiderii princeps Eichwald 1839; Armenien, Aserbaidschan, Kaukasus
- Eumeces schneiderii schneideri (Daudin 1802)
- Eumeces schneiderii zarudnyi (Nikolsky 1900)